# 法翁伊什
法翁伊什是葡萄牙波尔图区的一个堂区。总面积3.57平方公里，总人口1098人，人口密度307.6人/平方公里。